# Fraßbild

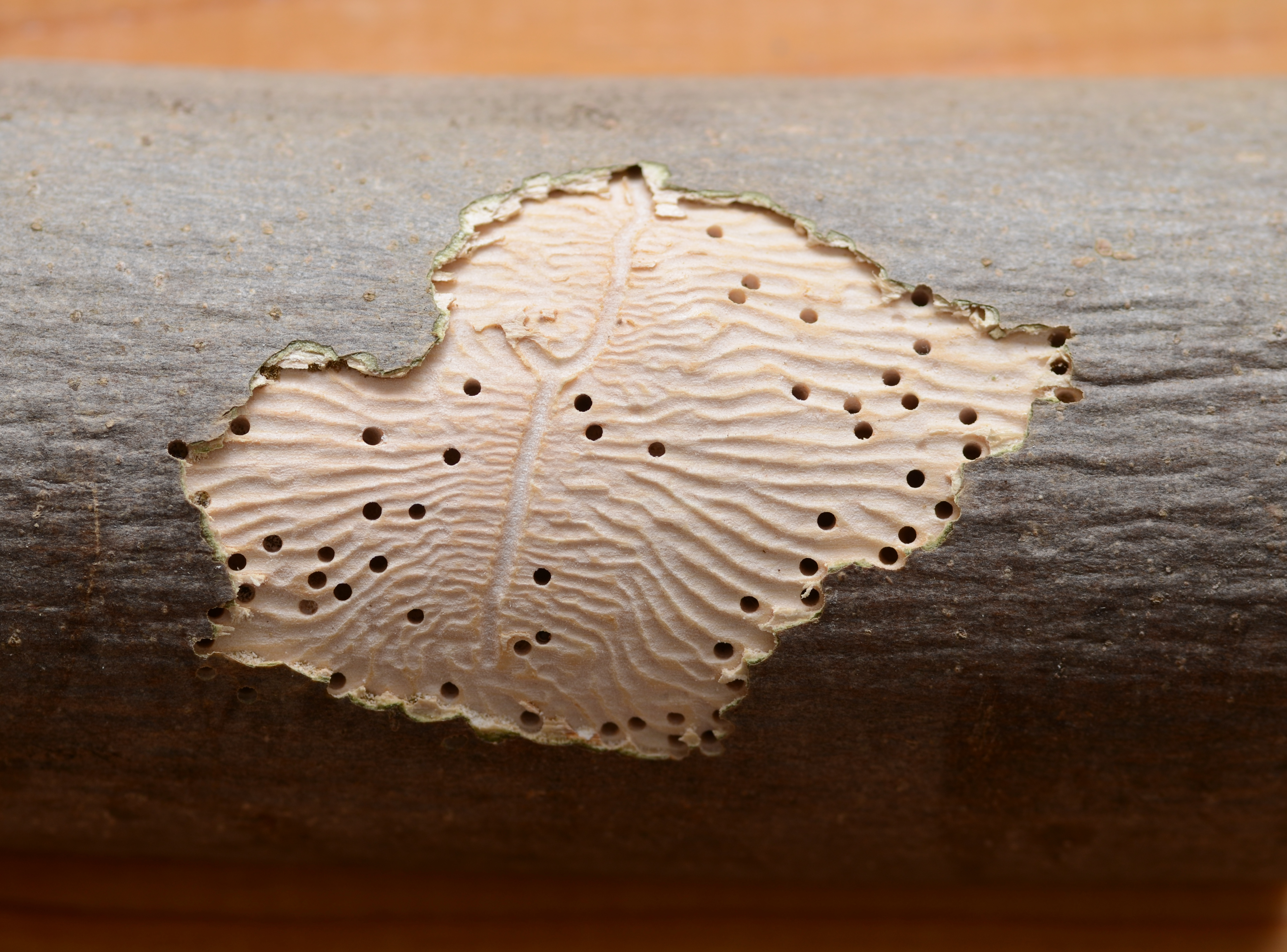
Brutbild des Bunten Eschenbastkäfers

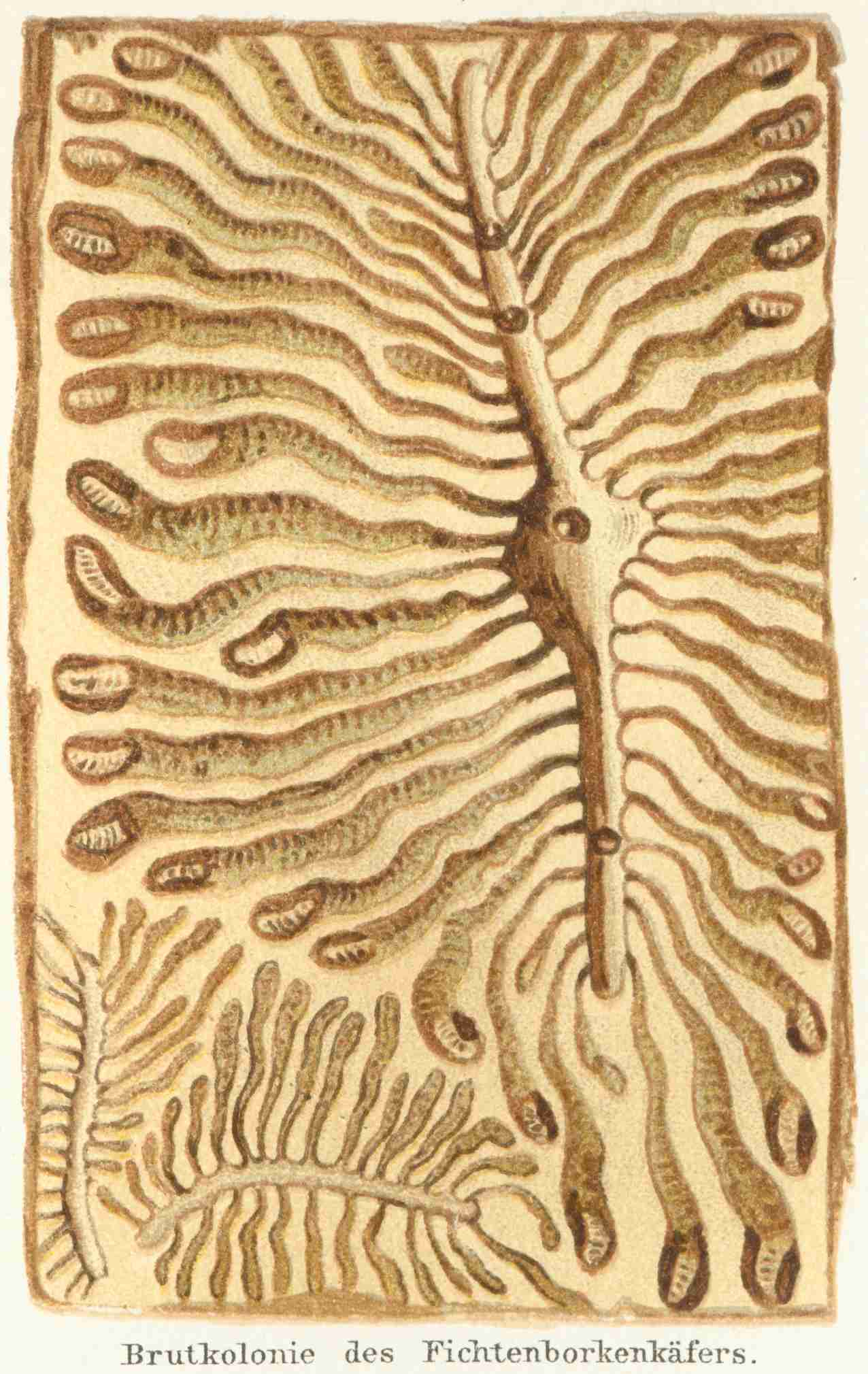
Brutbild des Buchdruckers

Als Fraßbild oder auch Brutbild werden bei den Borkenkäfern und anderen Insekten durch Nagetätigkeit verursachte Spuren am Pflanzengewebe, meist in der Rinde oder im Holz, bezeichnet. Durch die artcharakteristischen Form reicht ein Fraßbild häufig aus, um den Verursacher zu bestimmen.

## Borkenkäfer
Einige Borkenkäferarten haben ihren deutschen Namen nach der Form dieser Fraßbilder erhalten.
Die beim Reifungs- und Regenerationsfraß des Kleinen und Großen Waldgärtners ausgehöhlten jungen Kieferntriebe brechen häufig ab, so dass stark befallene Baumkronen wie beschnitten aussehen und dem Käfer den Namen gegeben haben.
Auffällig sind auch im Holz oder unter der Rinde zum Zwecke der Fortpflanzung angelegte Brutbilder, die häufig noch nach Jahren sichtbar sind. Die Anlage von Rammelkammern, Mutter- und Larvengängen geben die charakteristische Form. So ähnelt das Brutbild des Buchdruckers einem aufgeschlagenen Buch mit beschriebenen (bedruckten) Zeilen. Das Brutbild des Kupferstechers ähnelt entfernt einem Kupferstich.